# لا روش-شاله
لا روش-شاله (به فرانسوی: La Roche-Chalais) یک کمون در دپارتمان دوردونی در نوول-آکیتن در جنوب غربی فرانسه است.